# 王韵壹
王韵壹（1986年6月5日—2024年6月28日），原名王慧，山西太原人，中国大陆爵士女歌手，具有淳厚磁性的聲線，以及標誌性的光頭造型，被譽為「中國爵士女王」。

## 经历
2012年，王韵壹参加浙江卫视《中国好声音》第一季，盲選時演唱《被遺忘的時光》，獲得四位導師轉身，最終加入庾澄慶戰隊，並成為了庾澄慶戰隊亞軍。同年9月30日，参加《中国好声音第一季》巅峰之夜，并与李代沫获得「魅力的光芒奖」。
2013年7月，王韵壹簽約公司發布單曲《人生若只如初見》，並與于謙、吳孟達、句號一起出演喜劇電影《大片》，參加了近百檔綜藝節目。
2014年，王韵壹擔任《中國正在聽》第十期節目的幫唱嘉賓，與選手赵浴辰合唱《一生守候》。
2015年，王韵壹的爵士大碟《被遺忘的時光》暢銷海內外。
然而，2016年參加完當時風靡一時的《奇葩說》欄目後，王韵壹逐漸淡出了人們的視線，低調定居上海，開辦了自己的音樂工作室，專門從事音樂創作。
2017年5月，王韵壹举办个人音乐会《爵士魅影——爵士乐&电影主题派对》；10月，王韵壹在上海、扬州举办全新迷幻电音风格音乐会《慧×Nicolai Kornerup——不要来听我们音乐会》 ；11月-12月，王韵壹与聚橙合作全国巡回演唱会《爵士魅影——电影主题派对》。
2023年12月22日，有媒體報道稱，沉寂多年的王韵壹準備復出時壓力巨大，日前與音樂製作人小聚時不慎從椅子上意外跌落，頭部受到重創，緊急送醫治療，耳部縫合十多針，但是否傷到耳部神經或頭部神經，還需待傷口穩定後再復查。
消息傳出後，引起眾多粉絲的牽掛。王韵壹經紀人表示，王韵壹需要靜養，她通過經紀人向關心和愛護她的粉絲和媒體朋友道一聲感謝，並提醒大家節日將近，平安健康才是第一位的。
2024年6月28日，演員陳思斯在微博發文稱，王韵壹因病去世，死因尚不明確。6月29日，王韵壹生前參加《中國好聲音》的導師庾澄慶，在微博轉發《新浪娛樂》的報導並發文悼念：「難忘的歌聲！太遺憾了！一路好走。」